# Zo’é

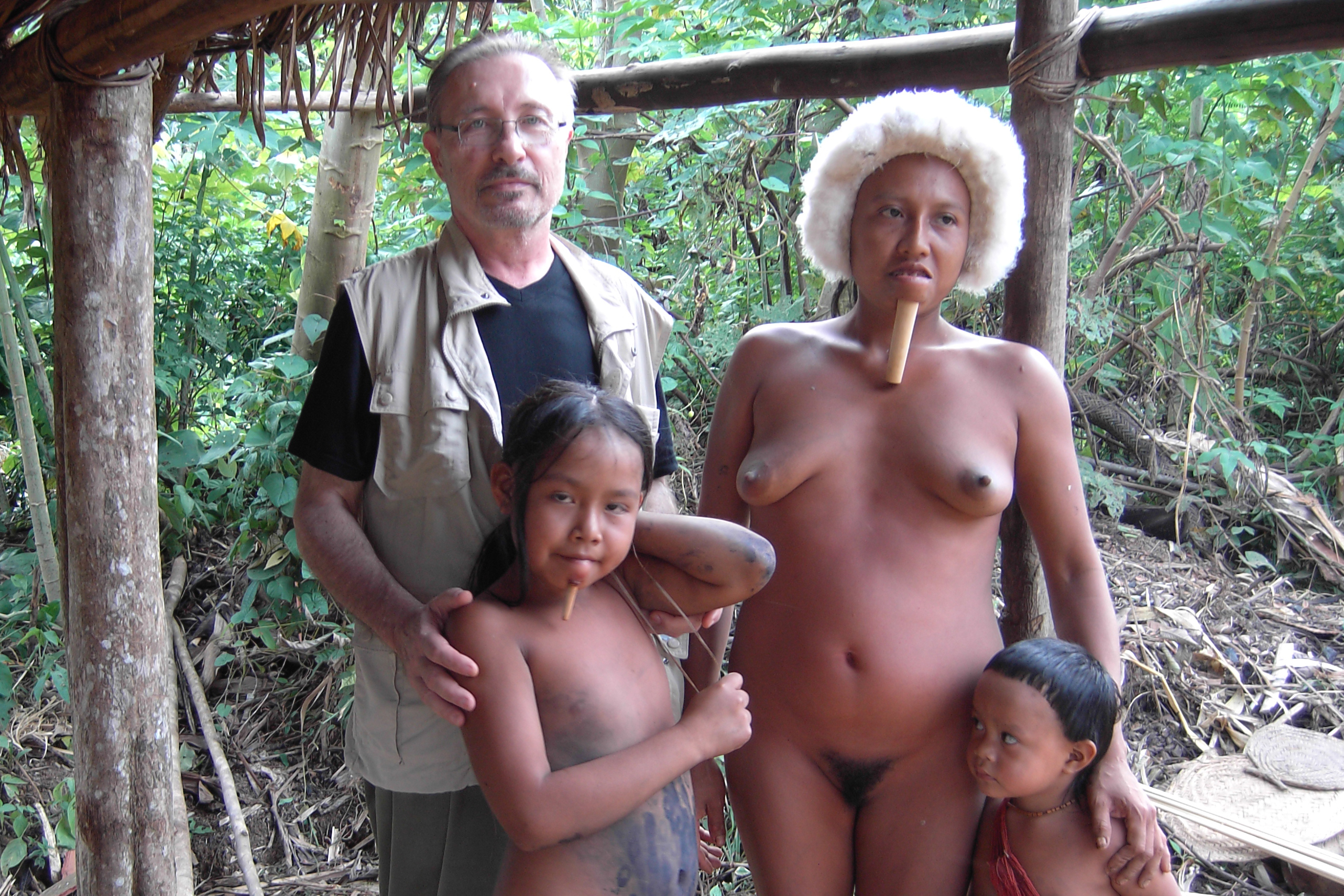
Zo’é-Frau mit Lippenpflock und Kinder mit dem katalanischen Filmemacher und Journalisten Albert Abril, 2007

Zo’é ist ein indigenes Volk Brasiliens, das circa 250 Mitglieder umfasst. Es wird der Ethnie der Tupí zugerechnet. Die Zo’é gelten als indios isolados (isolierte Indigene).
Sie werden auch als Lippenpflock-Indianer bezeichnet, da jeder, der als Stammesmitglied anerkannt werden soll, einen  Unterlippenpflock aus weißem Holz tragen muss. Im Alter von etwa sieben Jahren wird die Unterlippe der Kinder perforiert und ein Lippenpflock von sechs bis sieben Zentimeter eingesetzt.

## Geographie
Die Zo’é leben im Quellgebiet des Rio Cuminapanema, Municipio Oriximiná im Norden des Bundesstaates Pará in Brasilien.

## Erstkontakt
Erstmals wurden die Zo’é im Jahr 1987 von einer amerikanischen Missionsgesellschaft kontaktiert. Durch den Kontakt und die Übertragung von Krankheiten, gegen die die Zo’é keine Abwehrkräfte hatten, starb innerhalb von zwei Jahren ein Viertel der Bevölkerung. Nachdem den Missionaren daraufhin der Kontakt mit den isolierten Völkern von der Nationalen Stiftung zum Schutz der indigenen Bevölkerung (FUNAI) verboten worden war, verließen sie im Jahr 1991 das Gebiet.
Inzwischen hat sich die Bevölkerungszahl der Zo’é wieder erholt. Sie beginnen auch stärker an Programmen zu ihrem Schutz und dem Schutz ihres Landes involviert zu werden. Im Februar 2011 reiste zum ersten Mal eine Gruppe der Zo’é in die Hauptstadt Brasiliens, um ihrer Forderung nach Landrechten, Beteiligung und Gesundheitsversorgung Ausdruck zu verleihen.

## Name
Der Ausdruck Zo’é wird gebraucht, um zwischen „einer von uns“ und den „Weißen“ oder den „Feinden“ zu unterscheiden, welches die beiden einzigen ethnischen Kategorien sind, die die Zo’é benutzen. Außer diesen beiden Ausdrücken verwenden sie keinen Terminus, um sich zum Beispiel von benachbarten indigenen Gruppen abzugrenzen.
Anfangs wurden die Zo’é von FUNAI mit dem Namen poturu bezeichnet, da das das Wort war, mit dem die Zo’é antworteten, wenn man auf sie zeigte und nach dem Namen fragte. Das Wort poturu bezeichnet das Holz, aus dem die Lippenpflöcke gefertigt sind.

## Sprache
Die Sprache Zo’é gehört zur Untergruppe VIII der Tupí-Guaraní-Sprachen und ist ähnlich der Sprache Wayampi. Der ISO 639-3-Code ist pto. Andere Namen für die Sprache sind: Buré, Poturu, Poturujara, Tupí of Cuminapanema.

## Medien
- Andreas Kuno Richter: Verborgen im Regenwald. Die Zoé-Indianer, Dokumentarfilm (1996), NDR, Filmografie des Autors